# Nilea palesioidea
Nilea palesioidea là một loài ruồi trong họ Tachinidae.